# Yves Chaland
Yves Chaland (Lyon, 3 de abril de 1957 - París, 18 de julio de 1990) fue un historietista francés, creador de series como Freddy Lombard y El joven Alberto.
Su estilo de dibujo era una revisión de la línea clara de Hergé y Tillieux con elementos tomados de otros autores alejados de esa corriente, como Jijé y Franquin, que con el paso del tiempo vino a llamarse «estilo atómico» (Atoomstijl). El autor francés ha sido uno de sus impulsores junto a otros historietistas como Ted Benoît, Serge Clerc y Floc'h, y está considerado una de las figuras más influyentes de la historieta franco-belga en los años 1980.

## Biografía

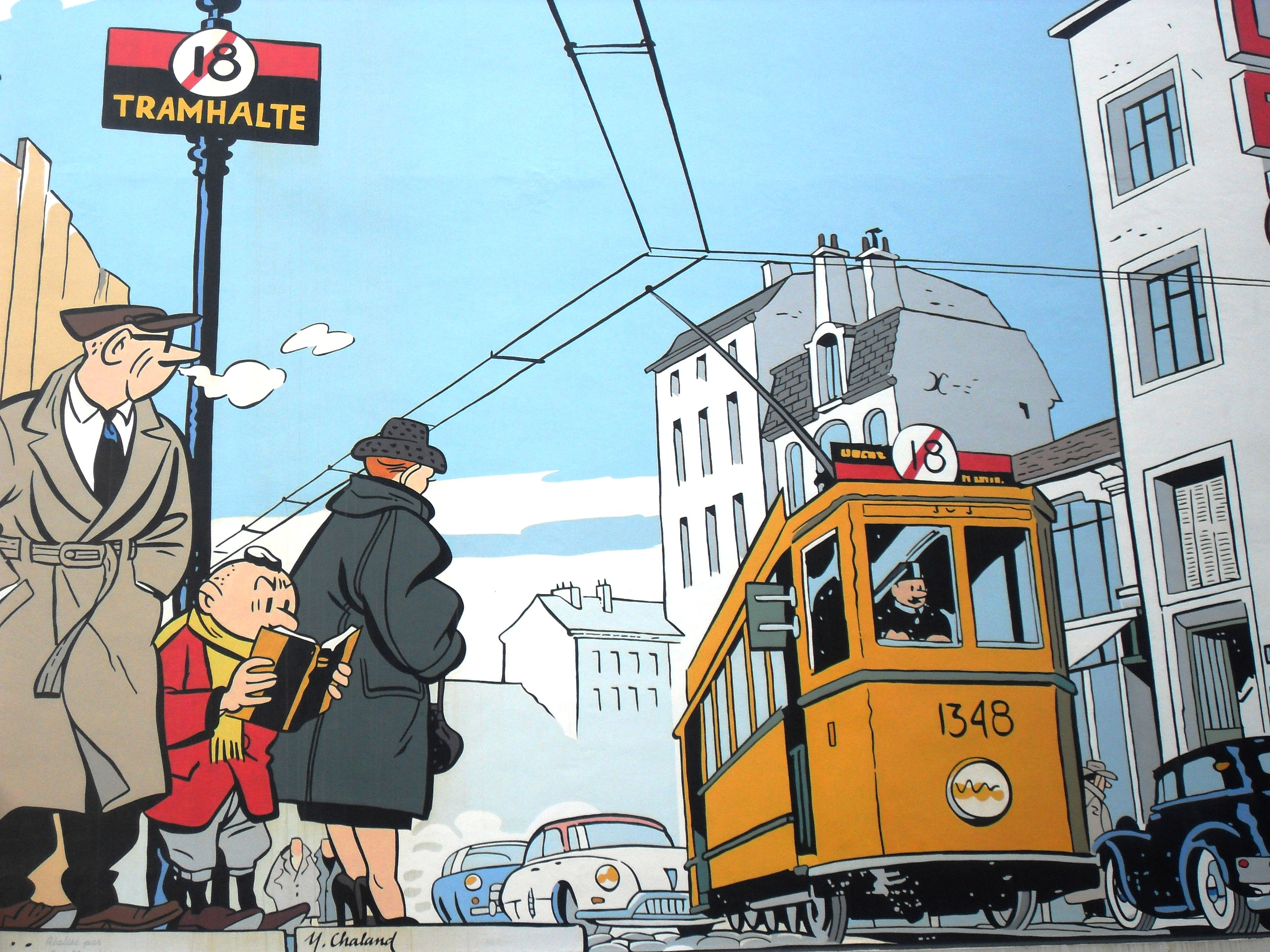
Mural de El joven Alberto en Bruselas, donde puede apreciarse el estilo de Chaland.

Nacido en Lyon y criado en Nérac, Chaland se forma como artista en la Escuela de Bellas Artes de Saint-Étienne. La primera obra que pudo editar en 1973 es una historieta en occitano, Lo Parisenc en vacanças, hecha por encargo de un profesor del Club Occitano del Liceo de Nérac. En la escuela superior desarrolla su estilo en fanzines como Biblipop (1975) y L'Unite de Valeur (1976).
En 1978 conoce al editor Jean Pierre Dionnet, quien le ofrece colaborar en las revistas Métal hurlant y Ah Nana!. Sus primeras obras eran parodias de historietas de los años 1950 que hizo junto al dibujante Luc Cornillon, posteriormente recopiladas en el álbum Captivant (1979). Después llegaron series en solitario como Bob Fish (1981), galardonada con el Premio San Miguel de 1982, a la que siguieron  Adolphus Claar (1983) y Las aventuras de Freddy Lombard (1984), esta última inspirada en Las aventuras de Tintín. También ha sido colorista de los dos primeros álbumes de El Incal, una de las obras clave de Moebius, e hizo varias historias cortas del Mayor Fatal, personaje de El garaje hermético.
Chaland había sido tanteado por la editorial Dupuis para la renovación de Spirou y Fantasio en su etapa de transición. El historietista llegaría a publicar en 1982 una obra pensada para la colección principal, Corazones de acero, con un estilo de dibujo de línea clara y en blanco y negro, más próximo a Jijé, que rompía a nivel estético con las obras anteriores. Sin embargo, solo se publicaron 46 tiras y la serie no pudo ser acabada por las reticencias de Dupuis. Dos años más tarde trabaja con Yann en el proyecto Spirou a la recherche du Bocongo (1984), que no saldría adelante porque la editorial ya le había confiado la serie a Tome y Janry.
En sus últimos años continúa publicando obras para editoriales francesas y belgas, entre ellas la serie El joven Alberto (1985), y planea junto a Yann un final para Corazones de acero. Este proyecto nunca pudo llevarse a cabo; el 18 de julio de 1990, con tan solo 33 años, Chaland y su hija fallecen en un accidente de tránsito.
Después de su muerte, la obra de Chaland ha sido reeditada y se le reivindica como una de las figuras más influyentes de la historieta franco-belga. En 2009 sale a la venta El botones verde caqui, una obra alternativa de Spirou y Fantasio que Yann había escrito originalmente para Chaland, pero que al final acabaría siendo dibujada por Olivier Schwartz. Los herederos del autor han creado en su honor un festival de historieta en Nérac, Les Rencontres Chaland.

## Obra
- Captivant (1979).
- Bob Fish (1981).
- Adolphus Claar (1982).
- John Bravo (1983).
- Las aventuras de Freddy Lombard:
  - El testamento de Godofredo de Bouillon (1981).
  - El cementerio de los elefantes (1984).
  - El cometa de Cartago (1986).
  - Vacaciones a Budapest (1988).
  - F-52 (1990).
- El joven Alberto (1985).
- Corazones de acero, dos tomos (1990).

## Premios y reconocimientos
- Premio San Miguel del ayuntamiento de Bruselas por Bob Fish (1982)
- Premio Betty Boop de Hyères a la mejor historieta del año por El cementerio de los elefantes (1984)